# Montmartre (série télévisée)
Pour les articles homonymes, voir Montmartre.
Production
Diffusion
Montmartre est une série télévisée française réalisée par Louis Choquette d'après un scénario de Brigitte Bémol et Julien Simonet.
Ce drame historique est une coproduction d'Authentic Prod et de TF1.

## Synopsis
L'histoire se déroule à Paris dans les années 1900…
Céleste est danseuse de Cancan dans un cabaret de Montmartre. Elle recherche désespérément son frère et sa sœur dont elle a été violemment séparée durant l'enfance, lorsque leur père a été assassiné sous leurs yeux. Elle n'a d'autres choix que de danser nue, afin de payer Léon, l'inspecteur chargé de les retrouver, et devient ainsi la première effeuilleuse de Paris. De spectacle en spectacle, Céleste gagne en assurance mais fait scandale malgré elle. Une nouvelle vie s'offre à elle, mais les démons du passé la rattrapent toujours.
Arsène est ingénieur automobile issu de la haute bourgeoisie. Il est promis à un bel avenir déjà tout tracé : il s'apprête à reprendre l'usine de son père et épouser sa promise. Mais il ne peut s'y résoudre puisqu'il aime secrètement les hommes. Il rompt subitement ses fiançailles et prend le risque de s'opposer à son père, ignorant qu'il vient de déterrer un lourd secret qui va bouleverser sa vie.
Rose est blanchisseuse des faubourgs. Très amoureuse, elle s'apprête à fonder une famille avec son fiancé. Mais le rêve se transforme en cauchemar lorsque celui-ci la conduit dans une maison close où elle est enfermée. Elle parvient à s'enfuir, mais se retrouve entre la vie et la mort lorsqu'elle se jette dans la Marne pour échapper à ses souteneurs.
Céleste, Arsène et Rose ignorent que les liens du sang les relient. Aucun d'eux ne sait que l'histoire ne fait que commencer…

## Distribution
- Alice Dufour : Céleste, danseuse de cancan dans un cabaret de Montmartre
- Victor Meutelet : Arsène, ingénieur automobile
- Claire Romain : Rose Tessandier, blanchisseuse des faubourgs
- Benjamin Baroche :
- Hugo Becker : Léon, inspecteur
- Mathilde Seigner : Augustine
- Pablo Pauly : Youri
- Mikaël Mittelstadt : Charles de La Lande
- Cristiana Reali : Ismérie de La Lande
- Thibault de Montalembert : Juge Rochefort
- Clément Moreau :
- Roxane Turmel : Madeleine
- Axel Mandron : Octave
- Nicolas Martinez : Ernest
- François Vincentelli :
- Valérie Karsenti : Sarah Bernhardt
- Lou Ladegaillerie :
- Charles Clément : René Najar
- Eric Blanc : Raymond
- Juliette Aver : Adélaïde de La Lande
- June Assal : Héloïse
- Lizéa Conigliaro : Céleste enfant
- Théau Courtès : Alfred
- Antoine Besson : Toulouse-Lautrec[1]

## Production

### Genèse et développement
Ce drame historique est une coproduction d'Authentic Prod (qui a été rachetée par Banijay en 2023) et de TF1,,,.
La série est créée et écrite par Brigitte Bémol et Julien Simonet et réalisée par Louis Choquette,,,,.
Selon Deadline Hollywood, la directrice d'Authentic Prod Aline Panel explique : « La scène du cabaret de Montmartre au XIXe siècle offre une toile de fond atmosphérique pour explorer les thèmes intemporels de la famille, de l'amour, de l'identité et de la résilience […] Nous sommes fiers de présenter ce drame au public de TF1, qui allie habilement intrigue historique et pertinence culturelle, avec un récit captivant axé sur les personnages. »

### Attribution des rôles
Après avoir joué dans la série à succès Cat's Eyes, Claire Romain donne dans Montmartre la réplique à  plusieurs acteurs de la série Ici tout commence, comme Benjamin Baroche, Mikaël Mittelstadt et Lou Ladegaillerie,,.

### Tournage
Le tournage de la série a lieu du 13 novembre 2024 au 1er avril 2025 en région parisienne,,,,.
La production a créé un cabaret nommé L'Éléphant rose dans les studios de Bry-sur-Marne, en région parisienne,. Estelle Boutière, productrice de la série pour Authentic Prod précise : « On a étudié toutes les possibilités, mais construire était plus simple que de mobiliser un cabaret existant pendant le mois et demi de tournage ».
Après le tournage dans ces studios, deux jours de tournage ont pris place à Montmartre derrière la basilique du Sacré-Cœur, puis les équipes se sont installées à Ville-Évrard, en Seine-Saint-Denis, où une rue Montmartroise a été reconstituée,.

### Fiche technique
Sauf indication contraire, les informations mentionnées dans cette section peuvent être confirmées par la base de données cinématographiques Allociné,  présente dans la section « Liens externes ».
- Titre français : Montmartre
- Genre : Drame historique[3],[14]
- Production : Estelle Boutière et Aline Panel[15]
- Sociétés de production : Authentic Prod et TF1[2],[3],[4],[5],[15]
- Réalisation : Louis Choquette[2],[3],[4],[5],[6],[15]
- Scénario : Brigitte Bémol et Julien Simonet[2],[4],[5],[6],[14],[15]
- Costumes: Florence Clamond
- Photographie : Reynald Capurro[2],[3],[4],[5],[15]
- Pays de production :  France
- Langue originale : français
- Format : couleur
- Nombre de saisons : 1
- Nombre d'épisodes[2],[5],[6] : 8
- Durée : 52 minutes[2],[5],[6]
- Dates de première diffusion :